# Альтамонт (Орегон)
Альтамонт (англ. Altamont) — переписна місцевість (CDP) в США, в окрузі Клемет штату Орегон. Населення — 20 233 особи (2020).

## Географія
Альтамонт розташований за координатами 42°11′53″ пн. ш. 121°43′29″ зх. д. / 42.19806° пн. ш. 121.72472° зх. д. (42.198087, -121.724855).  За даними Бюро перепису населення США в 2010 році переписна місцевість мала площу 20,99 км², уся площа — суходіл.

## Демографія
Згідно з переписом 2010 року, у переписній місцевості мешкало 19 257 осіб у 7778 домогосподарствах у складі 5213 родин. Густота населення становила 918 осіб/км².  Було 8457 помешкань (403/км²).
Расовий склад населення:
| - 86,4 % — білих - 3,8 % — корінних американців - 0,8 % — азіатів - 0,7 % — чорних або афроамериканців - 0,1 % — вихідців з тихоокеанських островів - 4,3 % — осіб інших рас |

До двох чи більше рас належало 3,9 %. Частка іспаномовних становила 10,5 % від усіх жителів.
За віковим діапазоном населення розподілялося таким чином: 24,4 % — особи молодші 18 років, 57,7 % — особи у віці 18—64 років, 17,9 % — особи у віці 65 років та старші. Медіана віку мешканця становила 39,6 року. На 100 осіб жіночої статі у переписній місцевості припадало 93,2 чоловіків;  на 100 жінок у віці від 18 років та старших — 90,9 чоловіків також старших 18 років.
Середній дохід на одне домашнє господарство  становив 50 398 доларів США (медіана — 40 245), а середній дохід на одну сім'ю — 56 935 доларів (медіана — 48 050). Медіана доходів становила 39 208 доларів для чоловіків та 31 066 доларів для жінок. За межею бідності перебувало 17,7 % осіб, у тому числі 19,6 % дітей у віці до 18 років та 9,2 % осіб у віці 65 років та старших.
Цивільне працевлаштоване населення становило 7609 осіб. Основні галузі зайнятості: освіта, охорона здоров'я та соціальна допомога — 26,0 %, виробництво — 14,7 %, роздрібна торгівля — 12,4 %.